# 청춘을 변상하라
"청춘을 변상하라"는 1965년 공개된 대한민국의 영화이다.

## 배역
- 김지미
- 김운하
- 김석훈
- 황정순
- 김동원
- 장동휘
- 이대엽
- 강문